# Zorrotza-Zorrozgoiti
Zorrotza-Zorrozgoiti (bas.: Zorrotza-Zorrozgoiti geltokia) – stacja kolejowa w Bilbao, w dzielnicy Zorrotza, w prowincji Vizcaya we wspólnocie autonomicznej Kraj Basków, w Hiszpanii. Perony stacji znajdują się pod wiaduktem autostrady AP-8
Jest obsługiwana przez pociągi wąskotorowe FEVE.

## Linie kolejowe
- Linia Bilbao – Santander[1]